# Voler une voiture ? Jamais !
 (septembre 2019).
Voler une voiture ? Jamais ! (en anglais : You Wouldn't Steal a Car) est la première phrase d'un message d'intérêt public (en) qui fait partie d'une campagne de prévention des années 2000 contre les violations du droit d'auteur, intitulée Le piratage, c'est du vol (Piracy, It's a Crime). Il a été créé en juillet 2004 par la Federation Against Copyright Theft (en) (FACT) et la Motion Picture Association of America (MPAA) en coopération avec l'Intellectual Property Office of Singapore (en) (IPOS),. Il apparaît dans des DVD (passable ou non passable) avant que le film ne soit visualisé.
En dépit d'être également produit par la MPAA, il était plus répandu en dehors de l'Amérique. Il montre un homme en train de voler divers objets (une voiture, un sac à main, une télévision, un DVD) et compare ces crimes à la duplication et à la distribution non autorisées de contenus protégés par le droit d'auteur, tels que des films,.
Contrairement à une idée répandue, la musique utilisée dans la publicité n'était pas piratée.

## Culture populaire
La publicité a été parodiée dans les mèmes Internet, y compris ceux qui utilisent la phrase « Vous ne téléchargeriez pas une voiture »,.
Le Groupe des Verts/Alliance libre européenne, en association avec Rafilm, a publié sa propre version du film pour s'opposer à l'opinion des médias et du gouvernement sur les lois existantes sur le droit d'auteur, ainsi que pour éduquer le public sur des points de vue alternatifs sur la propriété intellectuelle,.
Dans la série Le Monde incroyable de Gumball, dans l'épisode « Le DVD » (saison 1, épisode 1), Darwin transmet l'information à Gumball alors qu'il était sur le point de télécharger un film intitulé Des Alligators dans l'avion.
La compagnie The Juice Media a produit une parodie controversée de cette vidéo pour la fête nationale de l'Australie en janvier 2017. La vidéo comparait la célébration de l'Australia Day le 26 juillet, qui marque l'arrivée de la First Fleet, à un certain nombre d'événements tristement célèbres de l'histoire : 11 septembre 2001 (attaques sur le World Trade Center), 6 août 1945 (largage de la première bombe atomique sur Hiroshima), 31 juillet 1941 (lettre de Göring à Heydrich le chargeant de la « solution finale »).